# Natalia Morari

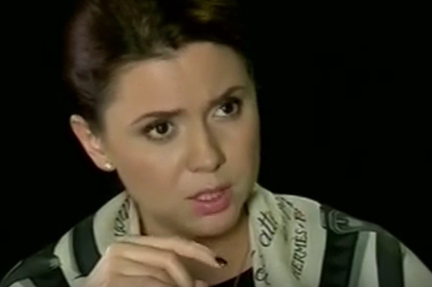
Natalia Morari, 2015

Natalia Morari (geb. 12. Januar 1984 in Hîncești, Moldauische SSR) ist eine moldauische investigative Journalistin der russischen Zeitschrift The New Times und eine führende Figur der moldauischen Opposition.

## Biographie
Morari wohnte von 2002 bis 2007 in Russland und absolvierte 2007 das Studium der Soziologie an der Staatlichen Universität Moskau. Vom September 2005 bis August 2006 arbeitete sie als Koordinatorin des Projekts „Schulen der öffentlichen Politik“ bei der Nichtregierungsorganisation von Michail Chodorkowski „Offenes Russland“ (russisch Открытая Россия). Anschließend war sie Pressesprecher der Allianz „Anderes Russland“. Sie wurde im Dezember 2007 ohne Angabe weiterer Gründe von den Grenztruppen Russlands am Moskauer Flughafen Domodedowo an der Wiedereinreise nach Russland gehindert, vermutlich wegen ihrer Aufdeckung von Korruption in Russland.
Morari war eine der Organisatoren der Massenproteste gegen den Wahlsieg der regierenden Kommunisten in Moldaus Hauptstadt Chișinău im April 2009. Bis zu 15.000 Personen, vor allem junge Menschen, nahmen an den Protesten teil. Die meisten von ihnen wurden per SMS und über Twitter über die Protestaktionen informiert.